# Með suð í eyrum við spilum endalaust
Með suð í eyrum við spilum endalaust (pol. Z brzęczeniem w uszach gramy bez końca) – piąta płyta studyjna islandzkiej grupy Sigur Rós, której premiera odbyła się 23 czerwca 2008.
Jest to pierwszy album grupy, na którym znajduje się utwór zaśpiewany po angielsku ("All Alright"). Pierwsza ścieżka albumu "Gobbledigook" miała premierę w programie Zane Lowe w BBC Radio 1 w Wielkiej Brytanii 27 maja 2008, a teraz dostępna jest na oficjalnej stronie zespołu. "Festival" miał premierę w audycji Colina Murraya w Radio 1 13 czerwca 2008.
Album ten można było zamówić 3 czerwca na oficjalnej stronie zespołu, a 8 czerwca można już było odsłuchać całą płytę.
5 czerwca zespół zagrał na żywo "Gobbledigook", "Inni mér syngur vitleysingur", "Festival", "Fljótavík", "Við spilum endalaust" i "All Alright" w meksykańskiej miejscowości Guadalajara.

## Lista utworów
1. "Gobbledigook" – 3:05
2. "Inní mér syngur vitleysingur" (Wewnątrz mnie śpiewa głupiec) – 4:05
3. "Góðan daginn" (Dzień dobry) – 5:15
4. "Við spilum endalaust" (Gramy bez końca) – 3:33
5. "Festival" – 9:24
6. "Með suð í eyrum" (Z brzęczeniem w uszach) – 4:56
7. "Ára bátur" (Łódź) – 8:57
8. "Illgresi" (Chwasty) – 4:13
9. "Fljótavík" [miejsce w Islandii] – 3:49
10. "Straumnes" [góra blisko Fljótavík] – 2:01
11. "All alright" – 6:21
12. "Heima" (W domu) (Japan bonus track) – 3:59